# ミレッジビル (哨戒フリゲート)
| 画像をアップロード | |
| 艦歴               | |
| 発注               | |
| 起工               | 1943年11月9日                                                                                                   |
| 進水               | 1944年4月5日 |
| 就役               | 1945年1月18日                                                                                                   |
| 退役               | 1946年8月21日                                                                                                   |
| その後             | 1948年3月25日にスクラップとして廃棄                                                                             |
| 除籍               | 1947年4月23日                                                                                                   |
| 性能諸元           | |
| 排水量             | 1,264トン |
| 全長               | 303 ft 11 in (92.6 m)                                                                                           |
| 全幅               | 37 ft 6 in (11.4 m)                                                                                             |
| 吃水               | 13 ft 8 in (4.1 m)                                                                                              |
| 機関               | ボイラー3基 5,500軸馬力 タービン2基 2軸推進                                                                     |
| 最大速力           | 20ノット (37 km/h)                                                                                              |
| 航続距離           | |
| 乗員               | 190名 |
| 兵装               | 3インチ50口径対空砲3門 40mm機関砲 4門 20mm機関砲 9門 ヘッジホッグ 1基 対潜爆雷投射機（Y砲）8基 爆雷投下軌条 2条 |

ミレッジビル (USS Milledgeville, PF-94) は、アメリカ海軍の哨戒フリゲート。タコマ級フリゲートの1隻。艦名はジョージア州ミレッジビルに因む。

## 艦歴
ミレッジビルは当初シトカ (USS Sitka, PG-202) の艦名で砲艦として分類されたが、海事委任契約の下1943年11月9日に PF-94 （哨戒フリゲート）としてオハイオ州ロレインのアメリカン・シップビルディング社で起工した。1944年2月7日にミレッジビルと改名され、1944年4月5日にサラ・アレン・ムーアによって命名、進水、1944年11月16日にルイジアナ州ニューオーリンズで任務に就く。11月18日にサウスカロライナ州チャールストンに向けて出航、11月24日に予備役となりチャールストン海軍工廠でステーション艦への改修を受け、1945年1月18日に艦長ジョセフ・H・ハントマン沿岸警備隊少佐の指揮下就役した。
バーミューダでの整調および訓練後、ミレッジビルは第24任務部隊での任務に就く。4月3日から5日にかけてニューファンドランドのアージェンティア海軍基地に向かい、7日に初めての気象観測任務で北大西洋に出航した。ミレッジビルは第1気象ステーションで気象情報の観測、収集、海上および航空救難訓練を行い4月26日にアージェンティアに帰還した。
5月11日から8月25日までの間にミレッジビルは北大西洋水域でもう3回の巡視を行う。その後マサチューセッツ州ボストンに向かい、9月はオーバーホールを受ける。ミレッジビルは10月7日にアージェンティアに戻り、5回目の北大西洋哨戒を10月29日に完了、11月5日にボストンに帰還し南大西洋での気象観測任務の準備に入った。
11月16日にボストンを出航したミレッジビルはトリニダードを経由し、12月1日にブラジルのレシフェに到着した。12月19日から31日までブラジル沖の第12気象ステーションを哨戒し、その後トリニダードを経由してアージェンティアに向かう。アージェンティアには1946年1月20日に到着した。ミレッジビルは北大西洋での哨戒任務を1月21日に再開し、続く数ヶ月間をアージェンティアおよびボストン沖で活動した。
ミレッジビルは1946年8月21日にボストンで退役し、1946年4月9日にルイジアナ州ニューオーリンズのサザン・スクラップ・マテリアル社に売却された。ミレッジビルは1947年4月23日に除籍され、1948年3月25日に解体された。